# Owen Franks
Owen Franks (nacido el 23 de diciembre de 1987) es un jugador de rugby neozelandés que juega para los Crusaders en la competición del Super Rugby y para los All Blacks a nivel internacional.

## Carrera nacional
Hizo su debut provincial con Canterbury en la Air New Zealand Cup en 2007. Fue también un suplente de Campbell Johnstone antes de marcharse a Francia y Franks asumiólos deberes de tighthead para el equipo Canterbury. Su hermano mayor, Ben Franks es también un pilar y juega con su hermano.
Franks debutó con los Crusaders en 2009 como suplente contra la Western Force pero hizo su primera titularidad en la victoria sobre los Bulls y su actuación estelar también le aseguró un contrato con los All Black. Relativamente pequeño en estatura, es conocido por su gran técnica en la melé y movilidad alrededor del campo.

## Carrera internacional
Debutó para los All Blacks contra Fiyi en la Pacific Nations Cup. Ganó 45-17. Fue elegido para el Torneo de las Tres Naciones 2009 en el primer partido de Nueva Zelanda contra Australia. Jugó los dos siguientes partidos contra Sudáfrica antes de jugar de nuevo contra Australia. Franks jugó el penúltimo partido contra Sudáfrica pero se perdió el último partido, jugando en su lugar Neemia Tialata. De nuevo actuó como sustituto contra Gales durante un partido internacional en noviembre. 
Jugó en el Torneo de las Tres Naciones 2010, empezando los primeros cuatro partidos contra Sudáfrica y Australia. Su hermano Ben jugó el tercero contra Sudáfrica pero él se lo perdió. Sin embargo apareció en el partido final contra Australia ganando 23-22. Perdió el test de Halloween contra Australia. Comenzó de titular contra Irlanda en el primer test de 2010, uniéndose a su hermano Ben convirtiéndose en la primera pareja de hermanos que salieron de titulares en un test neozelandés desde los hermanos Brookes en 1997.
En 2015 es seleccionado para formar parte de la selección neozelandesa que participa en la Copa Mundial de Rugby de 2015.
Formó parte del equipo que ganó la final ante Australia por 34-17, entrando en la historia del rugby al ser la primera selección que gana el título de campeón en dos ediciones consecutivas.

### Palmarés y distinciones notables
- Rugby Championship: 2010, 2012, 2013 y 2014
- Copa del Mundo de Rugby de 2011 y 2015
- Super Rugby: 2017.